# Palais Brühl-Marcolini
Pour les articles homonymes, voir Brühl et Marcolini.
Le palais Brühl-Marcolini est un édifice de Friedrichstadt qui fait aujourd'hui partie de la municipalité de Dresde sur la rive gauche de l'Elbe. Il est construit par Johann Christoph von Naumann (de) en 1719 pour la princesse de Teschen, maîtresse d'Auguste le Fort. Il ne doit pas être confondu avec l'ancien palais Brühl de Dresde, aujourd'hui disparu.

## Historique

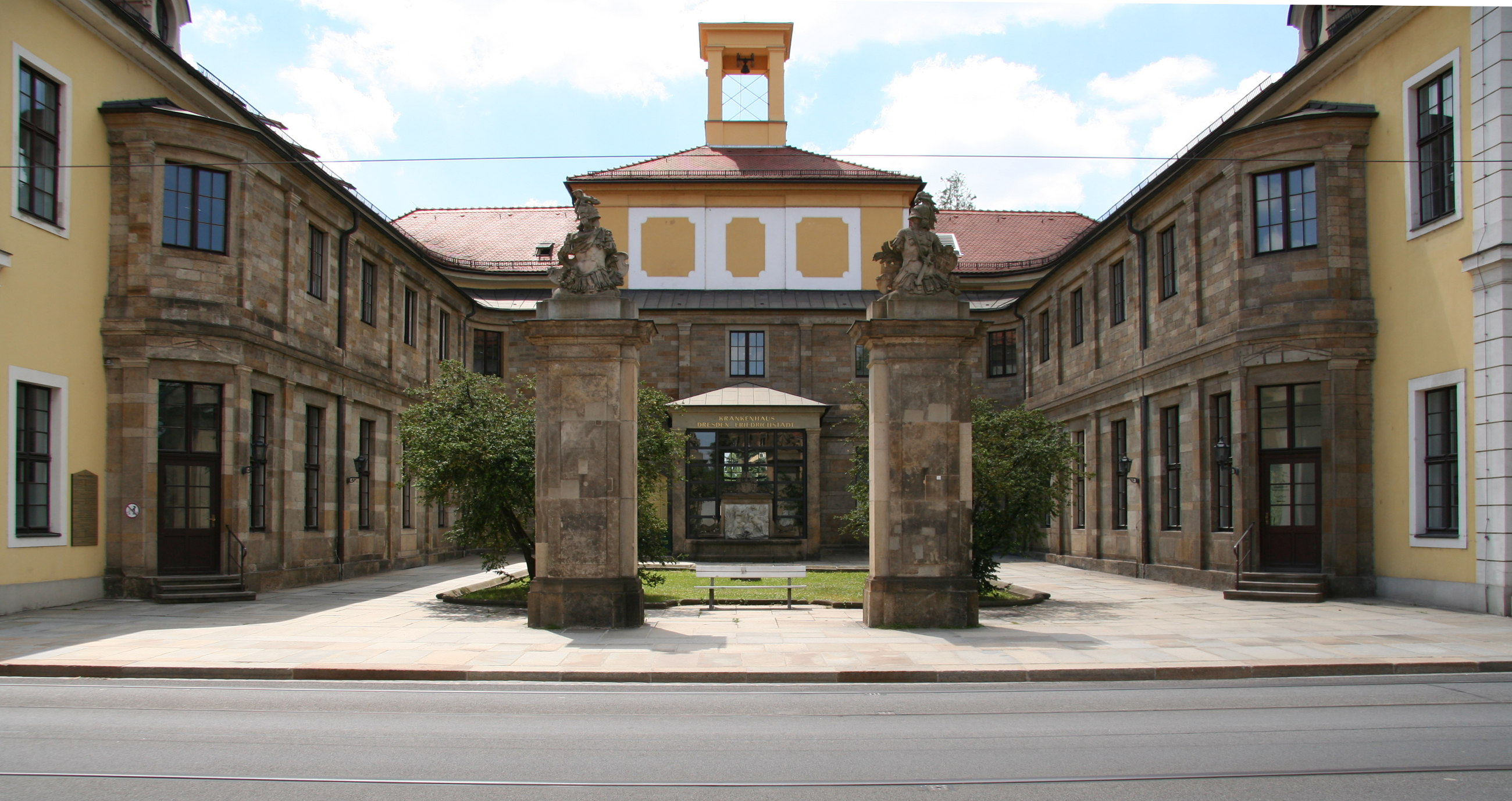
Cour d'honneur aujourd'hui

Le comte von Brühl, ministre à la cour de Saxe, en est propriétaire en 1736. Il fait arranger le palais par Johann Christoph Knöffel (de) qui comprend en plus une orangerie et un nouveau jardin à la française. La fontaine de Neptune (1741-1744) est particulièrement remarquable. Elle est l'œuvre de Lorenzo Mattielli (en). Le comte Marcolini, conseiller secret de Frédéric-Auguste, achète le palais en 1774 et le fait rebâtir par Johann Daniel Schade et Johann Gottfried Knutsch (de). Il est décoré de statues de Johann Baptist Dorsch et de Thaddäus Ignatius Wiskotschill. Le portail d'honneur est orné de deux lions de grès, de deux Hermès et des armoiries du comte et de la comtesse, née O'Kelly. Wiskotschill quant à lui sculpte des lanternes et d'autres statues, visibles aujourd'hui dans le parc du Bürgerwiese (de) à Dresde. Beaucoup disparaissent dans les attaques aériennes britanniques du 13 au 15 février 1945. Napoléon s'y arrête à partir du 10 juin 1813. Metternich est reçu en audience le 26 juin avec l'intention d'obtenir des concessions en Pologne, en Prusse, dans le nord de l'Allemagne et en Illyrie. L'empire autrichien entre en guerre le 11 août 1813 et avec le traité d'union de Teplitz du 9 septembre 1813 est à l'initiative d'un nouvel ordre européen.
Carl Ernst Werner, conseiller municipal de Dresde, en est le propriétaire en 1839. Il le transforme en appartements à louer. Richard Wagner et le sculpteur Ernst Hähnel y seront locataires.

## Aujourd'hui

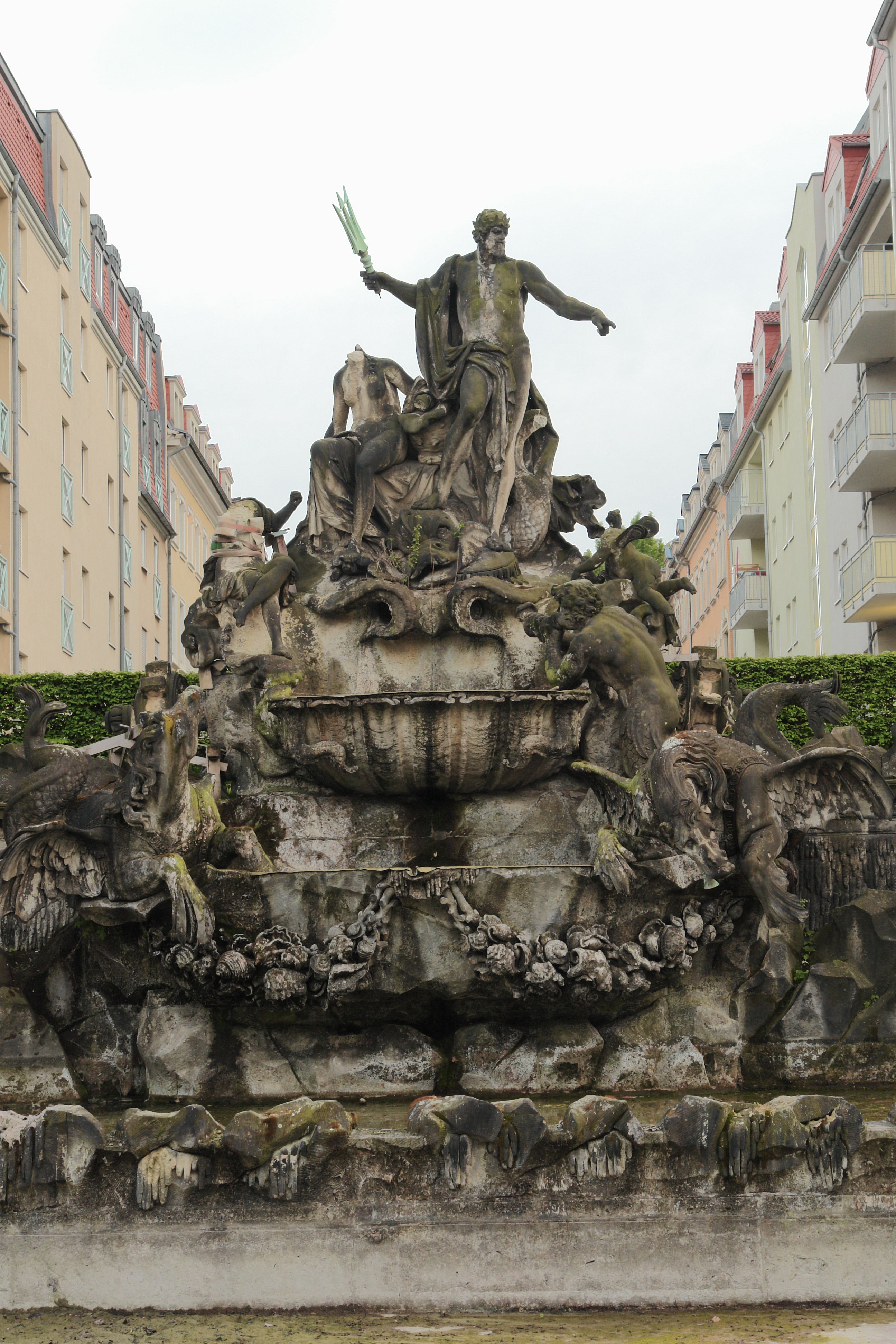
Fontaine de Neptune

Le salon chinois, où a eu lieu l'entrevue de Napoléon et de Metternich, et le salon pompéien ont été récemment restaurés avec les fresques de ce dernier, de la main de Johann Ludwig Giesel, mais le reste du palais est depuis 1849 un hôpital dénommé Krankenhaus Dresden-Friedrichstadt. Les bâtiments d'époque de la cour d'honneur ont disparu, ainsi que le jardin à la française.

## Source
- (de) Cet article est partiellement ou en totalité issu de l’article de Wikipédia en allemand intitulé « Palais Brühl-Marcolini » (voir la liste des auteurs).